# Ungvári AC
Az Ungvári Athletikai Club egy megszűnt labdarúgócsapat, melynek székhelye Ungvár volt. A csapat játszott az 1944-45-ben a második világháború miatt négy fordulót követően félbeszakadt magyar élvonalbeli labdarúgó-bajnokságban, ezt követően szűnt meg a klub.

## Híres játékosok
* a félkövérrel írt játékosok rendelkeznek felnőtt válogatottsággal.
- Kalocsay Géza
- Berecz István
- Budai László
- Kardos István

## Sikerek
Magyar labdarúgó-bajnokság (másodosztály)
- Bajnok: 1943–1944